# Gaildunningita
La gaildunningita és un mineral de la classe dels halurs. Rep el nom de Gail E. Dunning (San Jose, Califòrnia, EUA, 13 de gener de 1937 - 26 de març de 2021), un destacat col·leccionista de minerals del districte miner de New Idria que ha estat responsable del descobriment de molts minerals nous.

## Característiques
La gaildunningita és un halur de fórmula química Hg²⁺₃[NHg²⁺₂]₁₈(Cl‚I‚OH‚Br‚S)₂₄. Va ser aprovada com a espècie vàlida per l'Associació Mineralògica Internacional el 2018, sent publicada l'any 2019. Cristal·litza en el sistema ortoròmbic. La seva duresa a l'escala de Mohs és 3.
L'exemplar que va servir per a determinar l'espècie, el que es coneix com a material tipus, es troba conservat a les col·leccions mineralògiques del departament d'història natural del Museu Reial d'Ontario, a Ontario (Canadà), amb el número de catàleg: m58523.

## Formació i jaciments
Va ser descoberta a la mina Clear Creek, situada al districte miner de New Idria, dins el comtat de San Benito (Califòrnia, Estats Units), on es troba en forma de cristalls aciculars associada a quars. Aquest indret és l'únic a tot el planeta on ha estat descrita aquesta espècie mineral.